# Kostel svaté Máří Magdaleny (Malý Bor)
Kostel svaté Máří Magdaleny se považuje za nejstarší stavbu nacházející se v dnešní vsi Malý Bor. Osada Malý Bor se objevuje v listině krále Václava I. z roku 1243, kdy je nazýván jen Bor. Jako stavebníci kostela jsou uváděni páni z Boru – Bohuslav a Dluhomil z Boru. Kostel je umístěn na výrazné vyvýšenině nad obcí, s přilehlou plochou bývalého hřbitova na jedné straně a navazující současný hřbitov na straně druhé.

## Stavební fáze

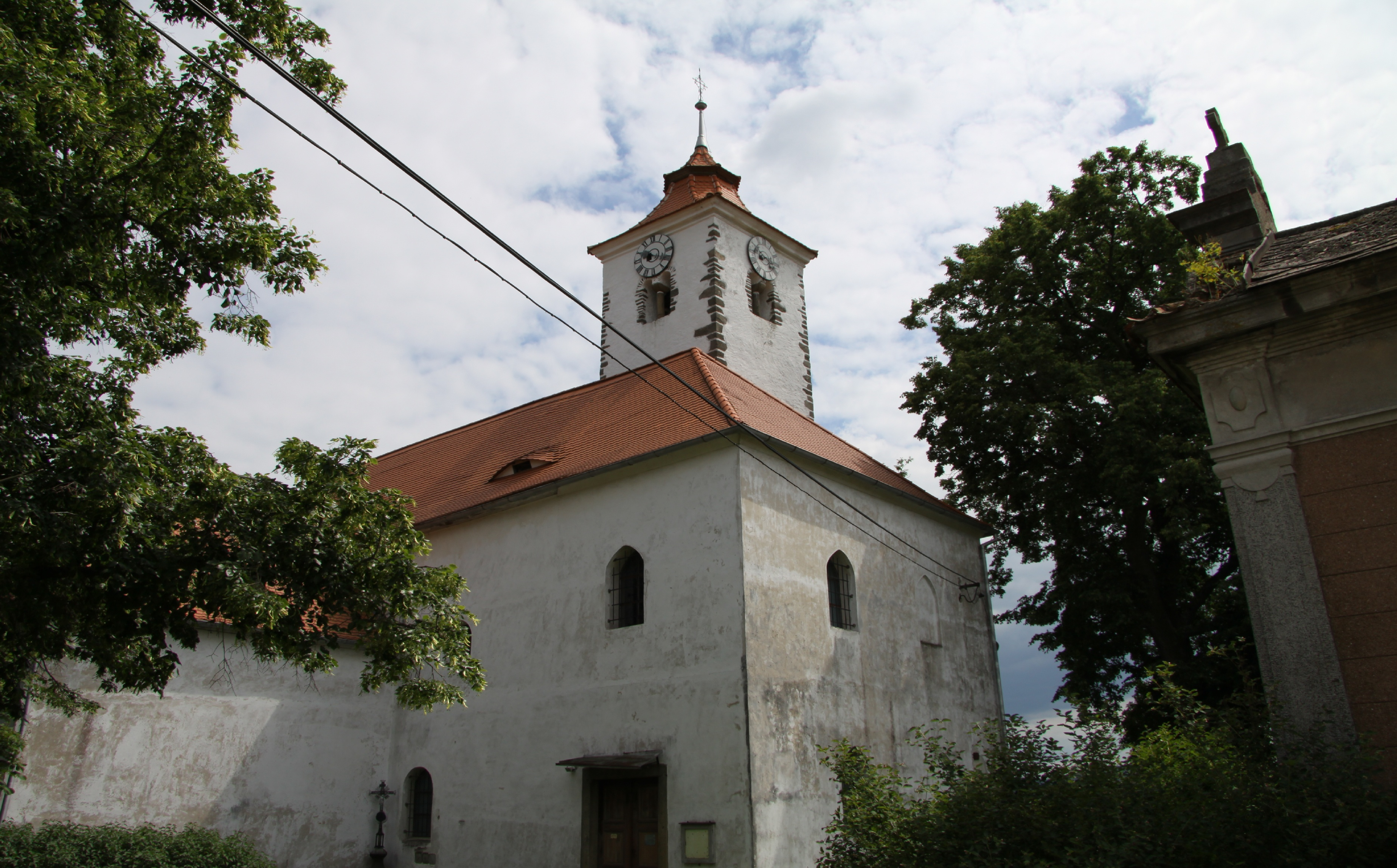
Pohled na kostel

Původní části, tj. loď a věž kostela sv. Máří Magdaleny jsou datovány do období 1. poloviny 13. století (1230–1240; uváděno i 1200–1220). Písemně je poprvé kostel doložený rokem 1352, v tomto období nazván jako farní. Románské období zde dokládají dnes již zazděná okna v podkroví kaplí, zachovalé románské zdivo věže a sdružená románská okna po každé straně vrcholku věže. Dalším románským prvkem je místnost v 1. patře, původně sloužící jako tribuna, která v přízemí přechází do tribuny pavlačové.

## Stavební podoba

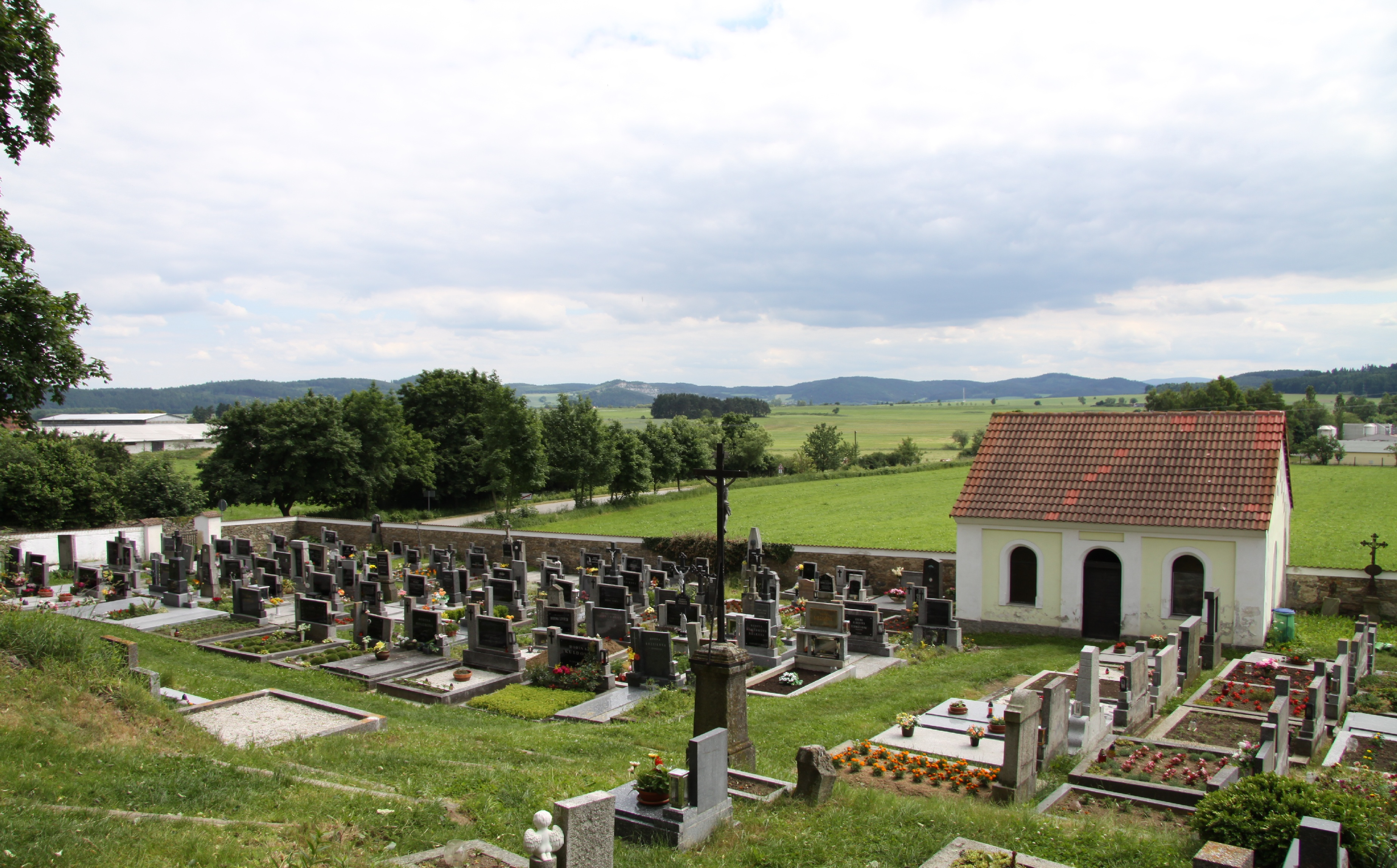
Hřbitov u kostela

Kostel je konstituován jako jednolodní stavba s podlouhlou lodí, hranolovou věží, dvěma gotickými kaplemi umístěné na boku a presbytářem ze 16. století. Loď je klenuta dvěma poli křížové klenby bez žeber s mezi klenebním pasem a širokými oblouky oddělující vstup do věže a tribuny. Do půdního prostoru se vstupuje severní stranou přes půlkruhově zaklenutý průchod. Tribuna v těchto prostorech většinou sloužila jako čestné místo, kde při mši seděl vlastník panství.
Kaple, jež jsou na severní a jižní straně lodi, byly přistavěny v gotice. Barokními dostavbami jsou předsíň u západní stěny a kruchta s presbytářem. Kostel je oddělen zdí od nového areálu hřbitova s budovou márnice.
Původní lomové, granitové (žulové) zdivo kostela je překryté několika vrstvami omítek. Kostel, pro svou atypickou stavební dispozici hranolové věže, která stojí v koutu lodi (další takové příklady: Újezdec u Blatné, Čestice), je řazen do staveb strakonické huti.